# Blepharis somaliensis
Blepharis somaliensis är en akantusväxtart som beskrevs av K. Vollesen. Blepharis somaliensis ingår i släktet Blepharis och familjen akantusväxter. Inga underarter finns listade i Catalogue of Life.